# Ferrocarril Arica-La Paz
El Ferrocarril Arica-La Paz es una línea de ferrocarril que conecta las ciudades de Arica, en la costa de Chile, y La Paz, en Bolivia. Actualmente se encuentra íntegramente operativo por el lado chileno, operando un servicio turístico denominado «Tren Chinchorro-Poconchile» mientras que en el lado boliviano opera un ferrobús. Fue inaugurado el 13 de mayo de 1913.
Es la vía más corta entre la costa del Océano Pacífico y el altiplano andino (La Paz, Bolivia), con 440 km de largo. De esta vía, 233 km están en territorio boliviano. Cruza la Cordillera de los Andes a una elevación de 4265 m y se integra con las líneas bolivianas cerca de Viacha. El trazado del ferrocarril tiene 7 túneles.[cita requerida]
La distancia Arica-La Paz es más corta que sus otras dos alternativas:
- desde La Paz, por el Lago Titicaca hasta Mollendo en Perú, son 520 km, incluyendo 150 km a través del lago.
- desde La Paz hasta Antofagasta son 711 km.

## Historia

### Antecedentes y construcción
Fue construido por el gobierno de Chile según lo establecido en el artículo 3 del Tratado de 20 de octubre de 1904 y en la Convención sobre la Construcción y Explotación del Ferrocarril de 27 de junio de 1905, ambos firmados por Bolivia y Chile.
La construcción de este ferrocarril se inició por parte de la empresa Sindicato de Obras Públicas de Chile, la cual construyó 32 kilómetros de línea, dejando la obra inconclusa. Luego fue proseguida por la administración directa del Ministerio de Industria y Obras Públicas (actual Ministerio de Obras Públicas, por medio de la Inspección General de Ferrocarriles, la cual construyó otros 60 kilómetros de línea. La línea fue concluida por la Sociedad Sir John Jackson Ltda., la cual entregó además la Estación de Pasajeros y Administración de Arica y una pila ornamental en la plaza Colón de Arica. En 1911 un aluvión destruyó parte de la vía que se ubicaba en el valle del río Lluta, por lo cual los trabajos, que tenían fecha prevista de término para 1912, fueron prorrogados en un año. La estación de Arica fue inaugurada el 13 de mayo de 1913.

### Actividad durante elsigloXX
En 1928 Chile traspasó a Bolivia la operación del ferrocarril dentro del territorio de dicho país, mientras que una empresa autónoma continuó operando el tramo chileno hasta 1943, cuando pasó a ser administrado directamente por la Empresa de los Ferrocarriles del Estado.
Entre 1952 y 1954 comenzaron a llegar las primeras locomotoras con tracción diésel, con lo cual en 1955 comenzó a eliminarse de manera paulatina el uso de locomotoras a vapor y con cremalleras, proceso que finalizó en 1968.
Hasta 1982 circuló en el ferrocarril un Automotor Salón, que en un viaje de 10 horas transportaba pasajeros entre Arica y La Paz. Posteriormente, en 1991, comenzó a operar el servicio de lujo denominado «El Dorado de los Andes», que circuló durante dos temporadas. Finalmente todos los servicios de pasajeros fueron suspendidos de forma definitiva en 1996.
Como parte del proceso de reorganización que vivía la Empresa de los Ferrocarriles del Estado, en septiembre de 1997 el tramo chileno del FCALP fue arrendado por 25 años a la sociedad «Administradora del Ferrocarril Arica-La Paz», conformada por José Saavedra Banzer, Sociedad Metropolitana Boliviana Limitada, Panamerican Security, Ferroviaria Oriental de Bolivia y Consorcio Ferrocarril de Bolivia del Pacífico.

### Paralización del ferrocarril
El ferrocarril estuvo en servicio hasta el 16 de febrero de 2001, cuando parte de la vía fue destruida por una inusual crecida del río Lluta por las lluvias estivales de precordillera y altiplano, destruyendo dos puentes en la sección baja del valle de Lluta. El servicio fue repuesto el 20 de enero de 2002, pero el ferrocarril realizó muy pocos viajes a partir de entonces debido a las dificultades financieras que tenía la empresa que lo administraba en el lado chileno, Administradora del Ferrocarril Arica-La Paz (AFALP). A consecuencia de esa situación, en noviembre de 2005, la AFALP interrumpió las operaciones de la vía por completo y en febrero del año siguiente la empresa se declaró en quiebra.
De acuerdo a la posición de Bolivia, esta paralización constituye una inobservancia al espíritu con el cual se concibió el Tratado de 1904 en su parte referida al Ferrocarril, que claramente fue dotar a Bolivia de un medio que le permita acceder efectivamente al mar en cualquier momento y es también un incumplimiento de Chile a la Convención de 1905, porque a través de dicha Convención, Chile se comprometió a «garantizar el libre tráfico del ferrocarril a perpetuidad» (artículo 12).[cita requerida] Para el gobierno de Chile, la declaración fue considerada infundada, atendido que se demostró el funcionamiento al menos en el lado chileno, como que siempre ha habido una alternativa correspondiente al Ferrocarril de Antofagasta a Bolivia.[cita requerida]
En 2009 EFE llamó a una licitación para la rehabilitación física y la remediación ambiental del tramo chileno del FCALP, el cual se realizó entre 2010 y 2011 por la Empresa Portuaria de Arica (EPA) y el consorcio Comsa S.A. con un presupuesto de 32 millones de dólares.

### Reactivación

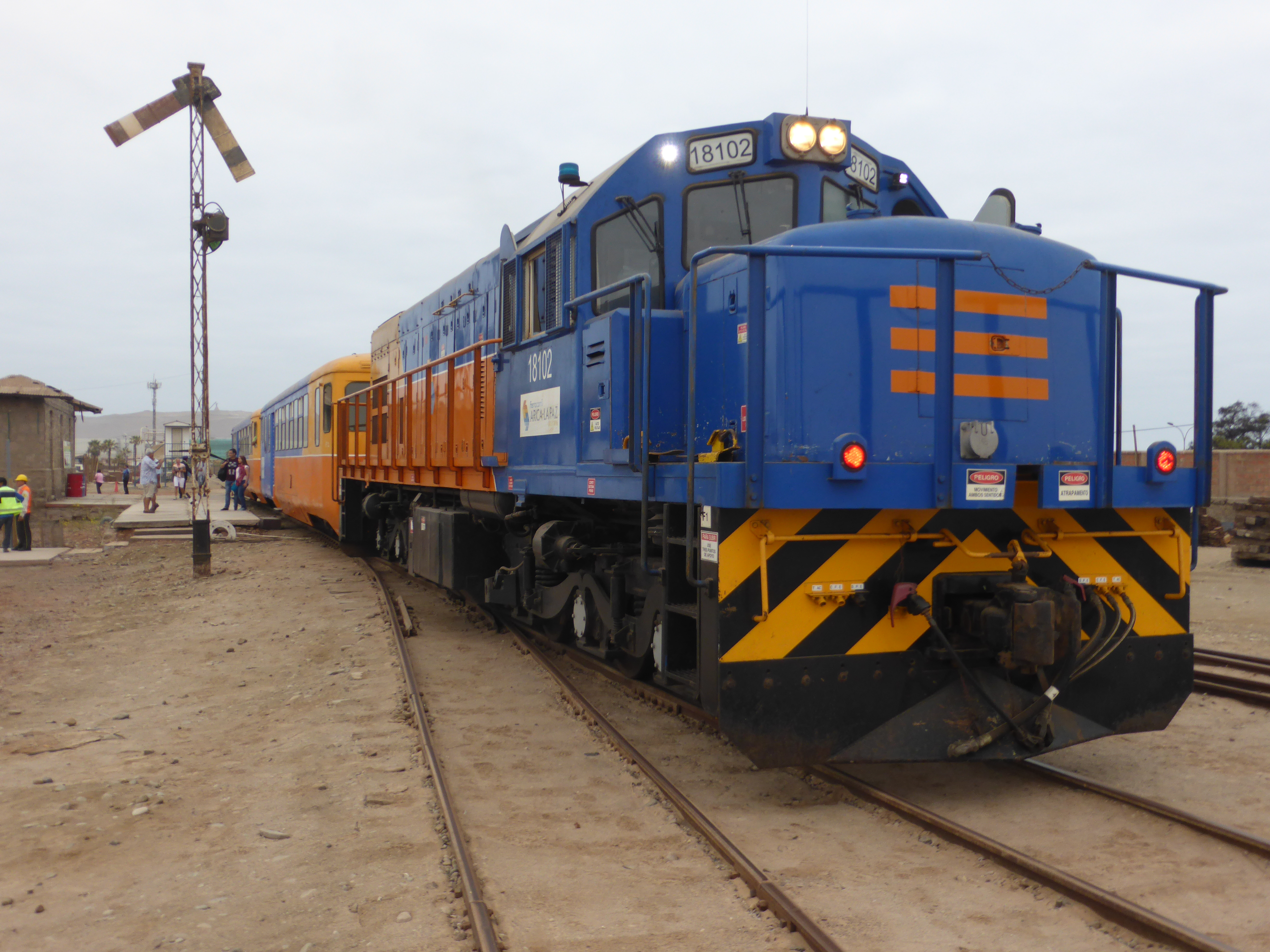
Ferrocarril Arica-La Paz, FCALP, tren turístico de Arica a Central, estación Chinchorro (Arica).

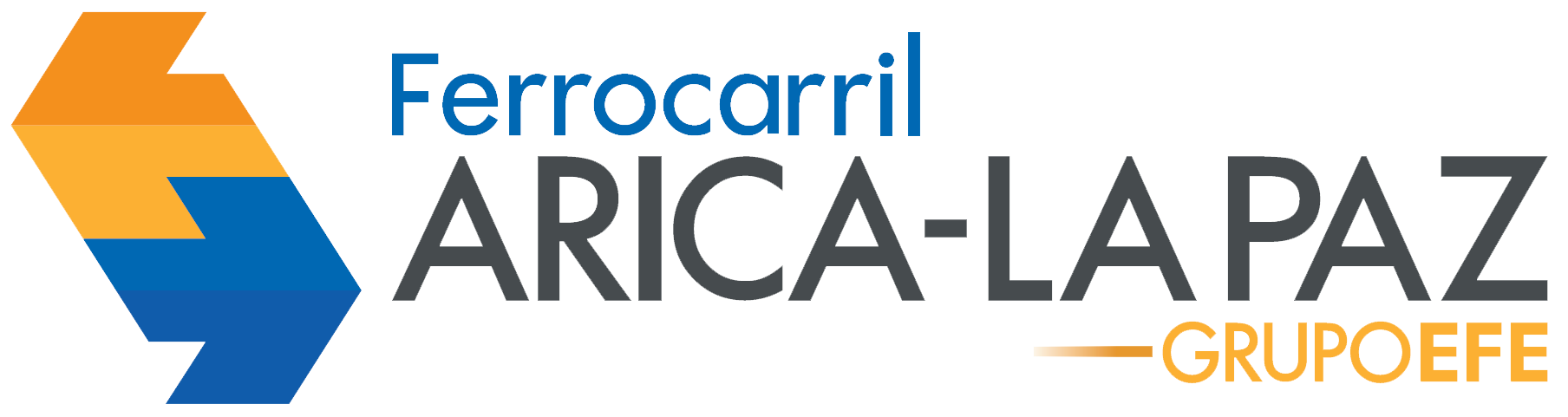
Logotipo de la administración del tramo chileno del Ferrocarril Arica-La Paz entre 2013 y 2021.

En enero de 2013, el presidente de Bolivia, Evo Morales, aprovechó la I Cumbre de la Comunidad de Estados Latinoamericanos y Caribeños y la Unión Europea para hacer ver la posición boliviana al presidente de Chile Sebastián Piñera, a quien invitó «a recorrer el ferrocarril para comprobar si está operable», invitación que Piñera aceptó. A principios de ese mismo mes, el ferrocarril había comenzado sus primeras pruebas en el lado chileno, entre Arica y Visviri. El propio Piñera recorrió el ferrocarril en mayo de 2013, en la conmemoración del centenario del ferrocarril. El gobierno de Bolivia puso en duda el real funcionamiento del ferrocarril, y dejó en claro que ello no repara los siete años en que no hubo funcionamiento, aun cuando no es obligación de Chile mantener la red en territorio boliviano y que existían otras alternativas.
En 2016 el tramo chileno del FCALP reanudó sus operaciones de manera parcial con la circulación de trenes entre Arica y el altiplano. El 21 de febrero de 2017 se inauguraron los servicios de trenes turísticos que conectan Arica con Poconchile, mediante el uso de dos carros marca Schindler construidos en 1955 y que fueron reacondicionados.
El transporte de carga a través del Ferrocarril Arica-La Paz se reactivó el 5 de mayo de 2021, cuando partió desde el puerto de Arica un tren de EFE con 422 toneladas de bobinas de acero, el cual arribó a la estación Visviri dos días después, siendo trasladada la carga a un tren de Ferroviaria Andina que continuó el traslado hasta Viacha, lugar a donde arribó la caravana el 9 de mayo.
El 24 de mayo de 2021 EFE reestructuró sus marcas, convirtiendo a «Ferrocarril Arica-La Paz» (administradora del tramo chileno de la vía) en «EFE Arica»; de la misma forma, el servicio turístico que opera pasó a ser denominado «Tren Chinchorro-Poconchile».

#### Proyecto Tren Urbano de Arica
El tren urbano Arica es un proyecto en etapa de estudios de prefactibilidad de un servicio de trenes de cercanías para pasajeros de la Empresa de los Ferrocarriles del Estado (EFE) en Chile. El proyecto abarca una longitud de 7 km y buscar unir a distintos sectores de la comuna de Arica en la región de Arica y Parinacota.

## Estaciones
Las estaciones del ferrocarril de Bolivia y Chile, de oeste a este, son:
| Estación                                        | País    | Coordenadas                                                     | Estado | Imagen |
| ----------------------------------------------- | ------- | --------------------------------------------------------------- | --- | ------ |
| La Paz                                          | Bolivia | 16°39′13″S 68°17′35″O / -16.65356742927214, -68.29313505614175  | Readaptada como centro cultural |        |
| El Alto                                         | Bolivia | 16°31′21″S 68°10′19″O / -16.522592434919115, -68.17184938276091 | Demolida, desvío hacia el recinto de Aduanas, actualmente punta de vías de la red. Estación de cambio con tren eléctrico que llegaba hasta La Paz. |        |
| Viacha                                          | Bolivia | 16°39′13″S 68°17′35″O / -16.65356742927214, -68.29313505614175  | En desuso, parte del ramal Guaqui-La Paz y del ferrocarril de Antofagasta a Bolivia                                                                |        |
| Coniri                                          | Bolivia | 16°46′09″S 68°24′01″O / -16.769204540382397, -68.40033626196411 | En desuso |        |
| Comanche                                        | Bolivia | 16°57′32″S 68°25′21″O / -16.958990609864237, -68.42237215367481 | En desuso |        |
| General Ballivian                               | Bolivia | 17°04′48″S 68°27′57″O / -17.07990820394183, -68.46585163556303  | En desuso |        |
| General Pando                                   | Bolivia | 17°12′43″S 68°29′34″O / -17.21197132022745, -68.49285274261295  | En desuso, cabecera del ramal General Pando-Corocoro                                                                                               |        |
| Calacoto                                        | Bolivia | 17°17′11″S 68°38′16″O / -17.2863942987905, -68.6376525572768    | En desuso |        |
| General Camacho                                 | Bolivia | 17°25′44″S 68°45′28″O / -17.428955378183982, -68.75776951944826 | En desuso |        |
| General Campero                                 | Bolivia | 17°28′16″S 68°54′56″O / -17.470976401029127, -68.91551067145875 | En desuso |        |
| General Pérez                                   | Bolivia | 17°31′03″S 69°07′10″O / -17.51748256902246, -69.11937935915807  | En desuso |        |
| General Abaroa                                  | Bolivia | 16°39′13″S 68°17′35″O / -16.65356742927214, -68.29313505614175  | En desuso |        |
| Charaña                                         | Bolivia | 16°39′13″S 68°17′35″O / -16.65356742927214, -68.29313505614175  | En desuso |        |
| Visviri                                         | Chile   | 17°35′43″S 69°28′41″O / -17.595333460757477, -69.47814526173877 | Abandonada |        |
| General Lagos                                   | Chile   | 17°39′13″S 69°38′05″O / -17.65350703068755, -69.63472105813207  | Abandonada |        |
| Chislluma                                       | Chile   | 17°41′50″S 69°41′15″O / -17.697263560352916, -69.68753018407337 | Abandonada |        |
| Villa Industrial                                | Chile   | 17°46′41″S 69°42′27″O / -17.77805843933823, -69.70750793705464  | Abandonada, cabecera del ferrocarril de Tacora |        |
| Humapalca                                       | Chile   | 17°50′04″S 69°42′16″O / -17.834315046144265, -69.70431715143515 | Abandonada |        |
| Coronel Alcérreca                               | Chile   | 17°59′32″S 69°39′39″O / -17.99220945712269, -69.66075283885516  | Abandonada |        |
| Puquios                                         | Chile   | 18°10′28″S 69°44′42″O / -18.174412642894122, -69.74501556864661 | Abandonada |        |
| Angostura                                       | Chile   | 18°14′37″S 69°47′54″O / -18.243587476316996, -69.79827165931316 | Abandonada |        |
| Pampa Ossa                                      | Chile   | 18°17′25″S 69°51′51″O / -18.290142629747436, -69.86417255710549 | Abandonada |        |
| Quebrada Honda                                  | Chile   | 18°19′31″S 69°52′58″O / -18.325231796172343, -69.88273354756723 | Abandonada |        |
| Central                                         | Chile   | 18°21′37″S 69°57′29″O / -18.360211980702, -69.95807936815547    | Abandonada, posee una maestranza. |        |
| San Martín                                      | Chile   | 18°21′38″S 70°01′27″O / -18.36042526267077, -70.02426010029986  | Abandonada |        |
| Kilómetro 41                                    | Chile   | 17°35′43″S 69°28′41″O / -17.595333460757477, -69.47814526173877 | Demolida, solo queda un par de desvíos que dirigen hacia una tornamesa.                                                                            |        |
| Poconchile                                      | Chile   | 18°27′02″S 70°04′01″O / -18.450617503634852, -70.06682935033197 | Abandonada |        |
| Rosario                                         | Chile   | 18°24′42″S 70°08′04″O / -18.411647523447193, -70.13456689816566 | Abandonada |        |
| Chinchorro                                      | Chile   | 18°27′46″S 70°18′01″O / -18.46276153884262, -70.30027295841832  | Uso esporádico, también posee la Maestranza Chinchorro; partida de los servicios turísticos                                                        |        |
| Estación de Pasajeros y Administración de Arica | Chile   | 17°35′43″S 69°28′41″O / -17.595333460757477, -69.47814526173877 | Reutilizada como museo |        |